# اندی اولوگون
اندی اولوگون (انگلیسی: Andy Ologun؛ زادهٔ ۱۲ ژوئن ۱۹۸۳) بازیگر، بوکسور، شخصیت‌های تلویزیونی در ژاپن، و مدل (شخص) اهل نیجریه است. وی بین سال‌های ۲۰۰۶ تا ۲۰۱۱ میلادی فعالیت می‌کرد.